# باشگاه ورزشی زنان وردر برمن

باشگاه ورزشی وردر برمن بخش زنان باشگاه ورزشی وردر برمن است که همکنون در بوندس‌لیگا بازی میکند.این تیم در فصل ۱۵-۲۰۱۴  موفق به صعود به بوندسلیکا شدند.